# لز، ان
لز (به فرانسوی: Laiz) یک کمون در فرانسه است که در ان واقع شده‌است. لز ۱۰٫۳۱ کیلومتر مربع مساحت دارد ۲۰۰ متر بالاتر از سطح دریا واقع شده‌است.